# تاریخ آبجو

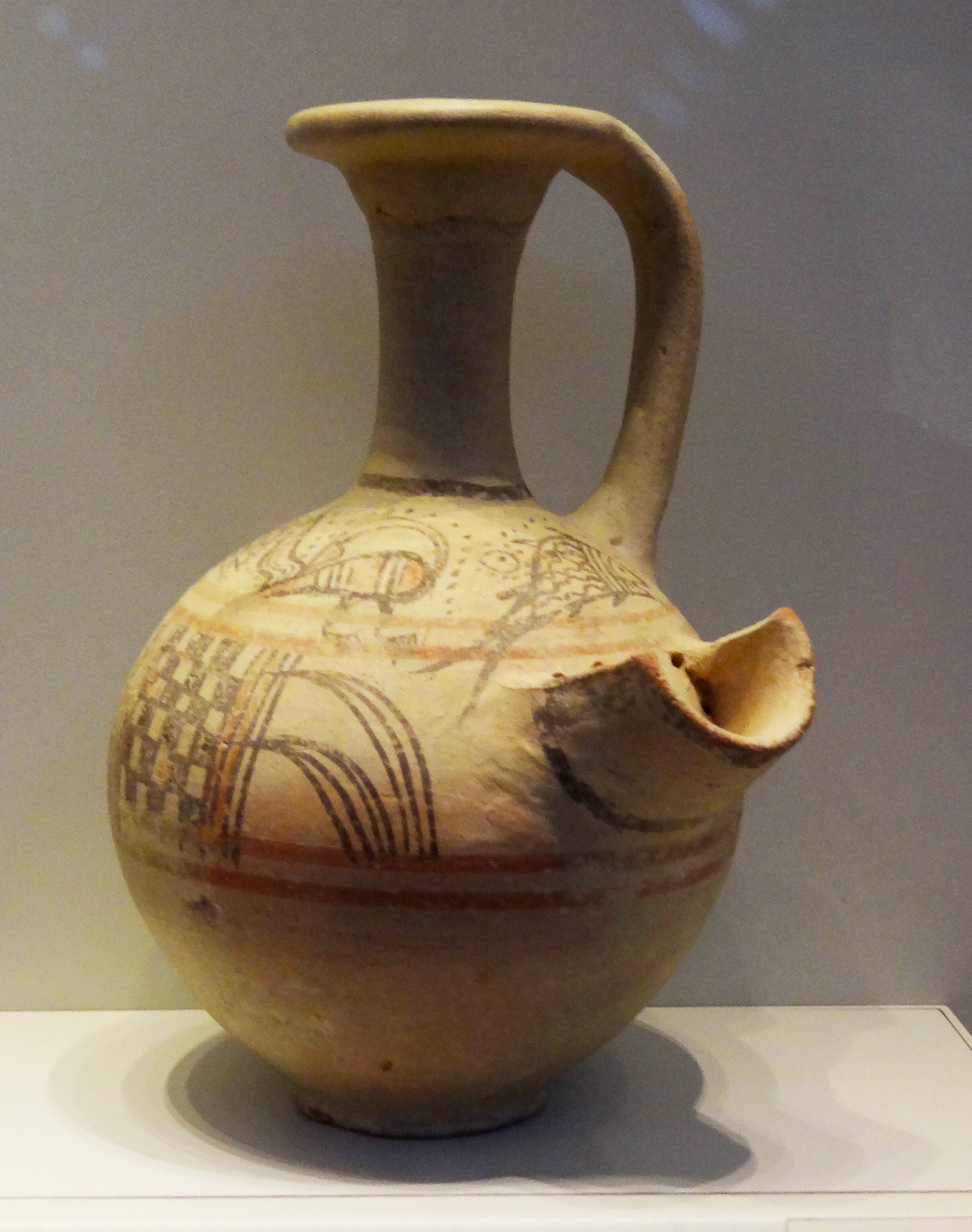
سبوی آبجو متعلق به قوم فلسطی

آبجو یکی از کهن‌ترین نوشیدنی‌هایی است که انسان تولید کرده است. تاریخ مکتوب مصر باستان و میان‌رودان استفاده از آبجو را ثبت کرده‌اند، و این نوشیدنی در سراسر جهان گسترش یافته است؛ یک شعر سومری مربوط به ۳٬۹۰۰ سال پیش که در ستایش نینکاسی، الههٔ حامی آبجوسازی، سروده شده، کهن‌ترین دستور باقی‌مانده برای تهیهٔ آبجو را دربردارد و روش تولید آن از نان جو را شرح می‌دهد. کهن‌ترین نمونهٔ شیمیایی تأییدشده از آبجو، قطعات کوزه‌ای متعلق به ۵٬۴۰۰ تا ۵٬۰۰۰ سال پیش است که در گودین‌تپه در زاگرس مرکزی ایران کشف شده‌اند. همچنین، در چین، پسماندهایی بر روی ظروف سفالی مربوط به حدود ۵٬۰۰۰ سال پیش نشان می‌دهد که در آن زمان، آبجو با استفاده از جو و غلات دیگر تهیه می‌شده است. توسعهٔ نان و آبجو به پیدایش فناوری و تمدن‌های ساکن انجامید. گمان می‌رود که آبجو در اروپای دوران نوسنگی تا حدود ۵٬۰۰۰ سال پیش نیز شناخته شده بوده‌باشد، و عمدتاً در مقیاس خانگی تهیه می‌شده است.
آبجویی که پیش از انقلاب صنعتی تولید می‌شد، همچنان در مقیاس خانگی ساخته و فروخته می‌شد، هرچند از قرن هفتم میلادی، تولید و فروش آن در صومعه‌های اروپایی نیز رواج یافت. در طول انقلاب صنعتی، تولید آبجو از سطح صنعتگران به سطح تولید صنعتی منتقل شد و تا پایان قرن نوزدهم، تولید خانگی اهمیت خود را از دست داد. پیشرفت آب‌سنج‌ها و دماسنج‌ها روند آبجوسازی را دگرگون کرد، زیرا به آبجوساز امکان کنترل بیشتر بر فرایند و آگاهی دقیق‌تر از محصول نهایی را می‌داد.
امروزه، صنعت آبجوسازی یک صنعت جهانی به‌شمار می‌رود که از چند شرکت چندملیتی بزرگ و هزاران تولیدکنندهٔ کوچک‌تر، از میخانه‌های آبجوسازی تا کارخانه‌های آبجوسازی منطقه‌ای، تشکیل شده است. سالانه بیش از ۱۳۳ میلیارد لیتر (۳۵ میلیارد گالن) آبجو به فروش می‌رسد –  که در سال ۲۰۰۶، درآمدی جهانی برابر با ۲۹۴٫۵ میلیارد دلار (۱۴۷٫۷ میلیارد پوند) را به همراه داشت. بر پایهٔ گزارشی از شرکت تکنویو، پیش‌بینی می‌شود بازار جهانی آبجو در فاصلهٔ سال‌های ۲۰۲۴ تا ۲۰۲۸ به اندازهٔ ۱۴۸٫۴۳ میلیارد دلار رشد کند.

## آبجوهای اولیه

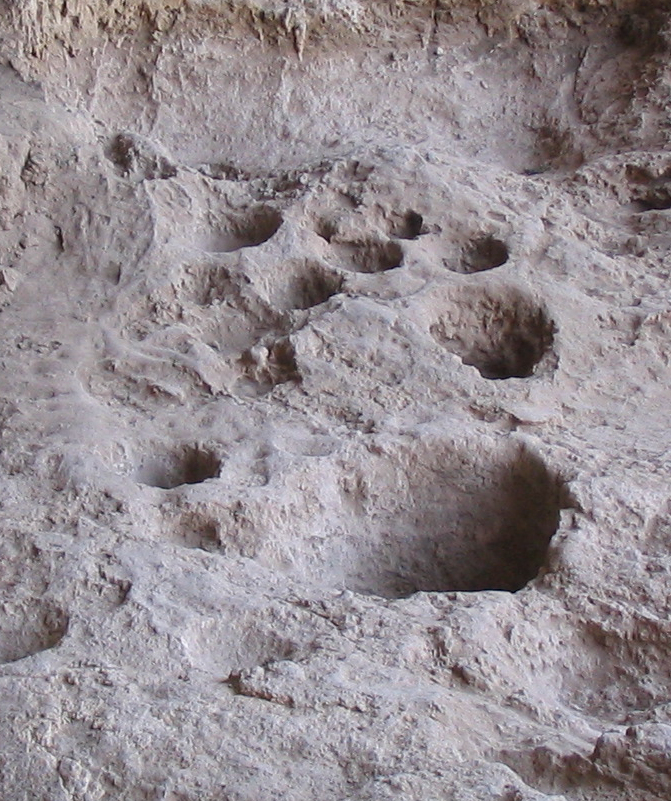
هاون‌های سنگی در غار رقفت که در عصر سنگ برای ساخت آبجو استفاده می‌شدند.

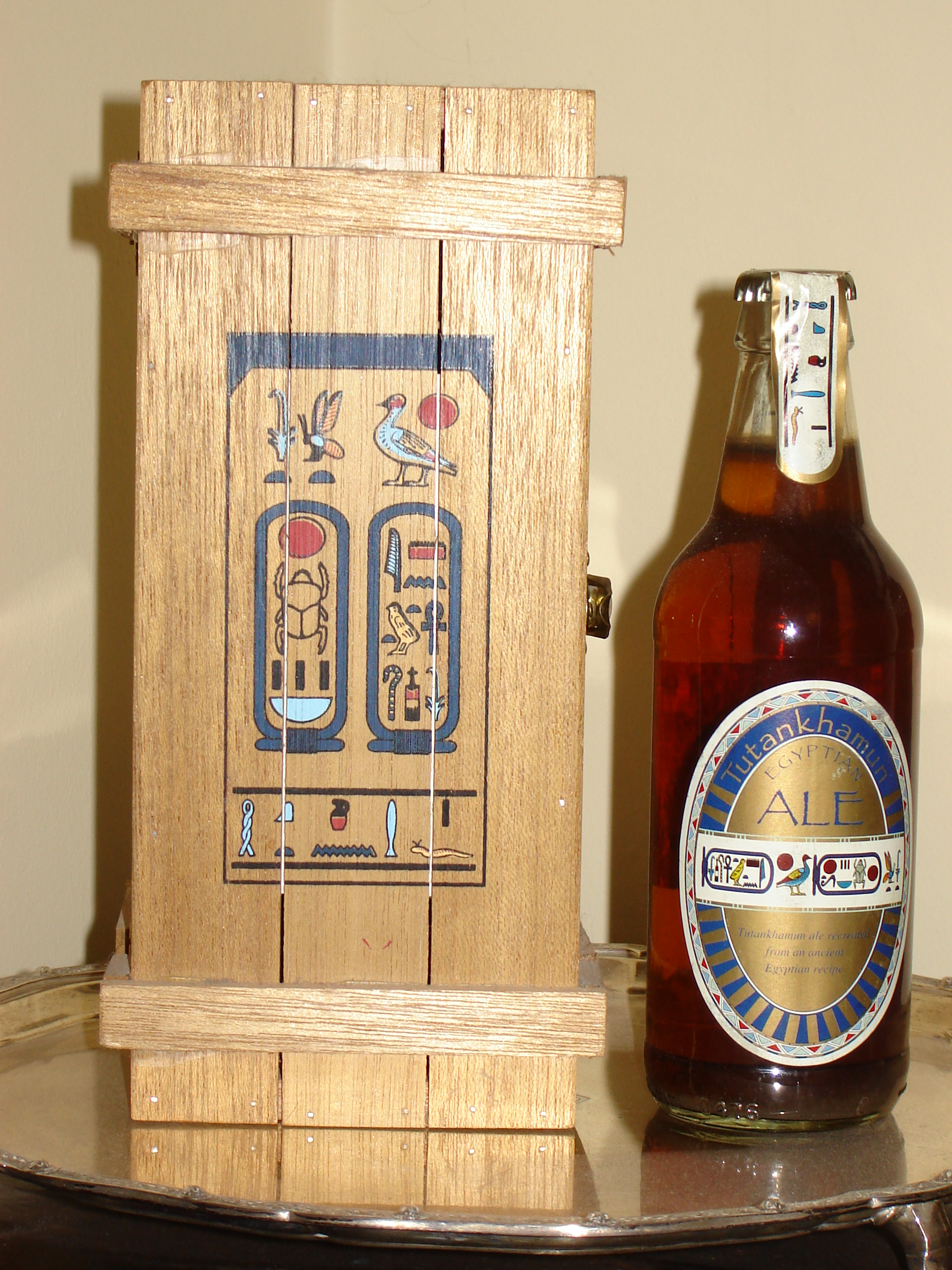
نسخه‌ای بازسازی‌شده از آبجوی مصر باستان، ساخته‌شده از گندم دودانه توسط کارخانهٔ Courage در سال ۱۹۹۶

از آنجا که تقریباً هر نوع غله‌ای که حاوی مقدار مشخصی شکر باشد می‌تواند به‌طور خودبه‌خودی تحت تخمیر توسط مخمرهای طبیعی موجود در هوا قرار گیرد، احتمال دارد که نوشیدنی‌های شبیه به آبجو به‌طور مستقل در نقاط مختلف جهان، به‌محض اهلی کردن غلات توسط یک قبیله یا فرهنگ، پدید آمده باشند. آزمایش‌های شیمیایی روی کوزه‌های سفالی باستانی نشان می‌دهند که حدود ۳٬۵۰۰ پیش از میلاد در ناحیه‌ای که امروزه ایران نام دارد، آبجو تولید می‌شده است و این یکی از نخستین نمونه‌های شناخته‌شدهٔ مهندسی زیستی بوده است که در آن، فرایند زیستی تخمیر به‌کار رفته است. کهن‌ترین نمونهٔ شیمیایی تأییدشده از آبجوی جو تاکنون، در گودین‌تپه در زاگرس مرکزی ایران کشف شده است، جایی که قطعات کوزه‌ای متعلق به ۵٬۴۰۰ تا ۵٬۰۰۰ سال پیش، پوشیده از کلسیم اگزالات—یک محصول جانبی فرایند آبجوسازی—یافت شد. یافته‌های باستان‌شناسی همچنین نشان می‌دهند که روستاییان چینی تا حدود ۷٬۰۰۰ سال پیش از میلاد نوشیدنی‌های الکلی تخمیری تولید می‌کرده‌اند، آن‌هم در مقیاسی کوچک و فردی، و با روش‌هایی مشابه با روش‌های رایج در مصر باستان و تمدن‌های باستانی غرب آسیا.
توماس سینکلر در کتاب خود، آبجو، نان و بذرهای دگرگونی: نقش کشاورزی در تاریخ جهان، می‌گوید که کشف آبجو ممکن است نتیجهٔ یک کشف تصادفی بوده باشد. پیش‌درآمد آبجو، خیساندن دانه‌های غله در آب و تهیهٔ نوعی حریره یا فرنی بوده، چرا که غلات به‌تنهایی جویدنی و سخت‌هضم بودند. مردمان باستان این حریره را گرم می‌کردند و آن را برای چند روز رها می‌کردند تا مصرف شود. یکی از فواید گرم‌کردن حریره، گندزدایی آب بود، و دمایی که برای تغییر ساختار پروتئین‌های غله لازم است، می‌توانست میکروب‌های بیماری‌زا را نیز از بین ببرد. رها کردن این حریره در گذر زمان، آن را دچار تغییر می‌کرد. تخمیر آغاز می‌شد، و مردم متوجه تغییر طعم و اثر آن می‌شدند. مخمرها روی مخلوط می‌نشستند و به‌سرعت اکسیژن موجود را مصرف می‌کردند. با کاهش اکسیژن، مخمرها از طریق تنفس بی‌هوازی شروع به تجزیهٔ قندها می‌کردند، که در نتیجهٔ آن، اتانول (الکل) و دی‌اکسید کربن به‌عنوان محصولات جانبی آزاد می‌شدند—و این‌گونه بود که آبجو پدید آمد.
قدیمی‌ترین شواهد باستان‌شناختی از تخمیر، مربوط به بقایای آبجویی به قدمت ۱۳٬۰۰۰ سال است که با غلظتی شبیه به حریره، توسط فرهنگ ناتوفی نیمه‌کوچ‌نشین برای جشن‌های آیینی استفاده می‌شده است. این شواهد در غار رقفت واقع در کوه کرمل در نزدیکی حیفا در اسرائیل کشف شده‌اند.
نخستین اسناد مکتوب دربارهٔ آبجوسازی از بین‌النهرین به‌دست آمده‌اند. این اسناد شامل شواهدی از وجود آبجو در شعری سومری به قدمت ۳٬۹۰۰ سال هستند که در ستایش نینکاسی، الههٔ حامی آبجوسازی، سروده شده است. این شعر کهن‌ترین دستور باقی‌ماندهٔ تهیهٔ آبجو را در خود دارد و تولید آن را از طریق جو و نان شرح می‌دهد.
| « | «نینکاسی، تویی که آبجوی صاف‌شده را از خمرهٔ گردآوری‌کننده می‌ریزی… آن همچون خروش دجله و فرات است.» | » |

حدود ۵٬۰۰۰ سال پیش، کارگران شهر اوروک دستمزد خود را به‌صورت آبجو دریافت می‌کردند.
آبجو همچنین در حماسهٔ گیلگمش نیز ذکر شده است، جایی که «مرد وحشی» انکیدو را وادار به نوشیدن آبجو می‌کنند: «... تا سیر شد خورد، هفت خمره آبجو نوشید، دلش سبک شد، چهره‌اش درخشید و با شادی آواز سر داد.»
در فوریهٔ ۲۰۱۹، باستان‌شناسان شرکت زیرساختی «هدلند مولا» به همراه کارشناسان ادارهٔ بزرگراه‌های انگلستان در جریان عملیات جاده‌سازی در کمبریج‌شر، شواهدی از نخستین آبجوی عصر آهن را کشف کردند که قدمتی بیش از ۲٬۰۰۰ سال دارد.
در فوریهٔ ۲۰۲۱، باستان‌شناسان کارخانه‌ای برای تولید انبوه آبجو به قدمت ۵٬۰۰۰ سال را در ابیدوس کشف کردند که به دوران حکومت پادشاه نارمر، یعنی دورهٔ آغازین دودمانی مصر بازمی‌گردد.
شواهد مکتوب تأییدشده‌ای از تولید آبجو در دوران باستان در ارمنستان را می‌توان در اثر گزنفون به نام آناباسیس (قرن پنجم پیش از میلاد) یافت، زمانی که او در یکی از روستاهای باستانی ارمنستان اقامت داشت و نوشت:
| « | در داخل انبارها گندم و جو و سبزیجات و شرابی از جو در کاسه‌هایی بسیار بزرگ وجود داشت؛ دانه‌های مالتِ جو بر سطح نوشیدنی تا لبهٔ ظرف شناور بودند، و نی‌هایی در آن قرار داشتند، برخی بلندتر، برخی کوتاه‌تر، بی‌گره؛ اگر تشنه بودید، باید یکی از این نی‌ها را به دهان می‌بردید و می‌مکیدید. این نوشیدنی بدون مخلوط شدن با آب بسیار قوی بود، و برای برخی کام‌ها طعمی دلپذیر داشت، اما باید ذائقه برایش پرورش می‌یافت. | » |

آبجو به بخش حیاتی تمام تمدن‌های مبتنی بر کشت غلات در اوراسیا و شمال آفریقای باستان، از جمله مصر، تبدیل شد –  تا آنجا که در سال ۱۸۶۸، جیمز دِث در کتابی با عنوان آبجویِ کتاب مقدس نظریه‌ای مطرح کرد مبنی بر اینکه «منّ» آسمانی که خدا به بنی‌اسرائیل داد، نوعی آبجوی نانی‌شکل و شبیه به حریره به نام ووسا (wusa) بوده است.
این آبجوها اغلب غلیظ بودند و بیشتر به حریره شباهت داشتند تا نوشیدنی، و سومری‌ها از نی نوشیدنی برای نوشیدن آن استفاده می‌کردند تا از ذرات تلخ باقی‌مانده از فرایند تخمیر دوری کنند.
اگرچه در روم باستان نیز آبجو نوشیده می‌شد، اما به‌مرور محبوبیت خود را در برابر شراب از دست داد. تاسیتوس با لحنی تحقیرآمیز از آبجوی تهیه‌شده توسط ژرمن‌ها یاد کرده است.
تراکیان نیز از قرن پنجم پیش از میلاد آبجویی از چاودار می‌نوشیدند، چنان‌که هلانیکوس میتیلنی، تاریخ‌نگار یونانی، روایت کرده است. نام آن‌ها برای آبجو «بروتوس» (brutos) یا «بریتوس» (brytos) بود. رومی‌ها این نوشیدنی را «سرِویسیا» (cerevisia) می‌نامیدند که برگرفته از واژهٔ سلتیکی آن است.
ظاهراً برخی از سربازان لژیون رومی نیز از آبجو لذت می‌بردند. برای نمونه، در میان لوح‌های ویندولاندا (از ویندولاندا در بریتانیا، با قدمت حدود ۹۷–۱۰۳ میلادی)، افسر سواره‌نظام دهکوریونی به نام ماسکولوس در نامه‌ای به فرمانده فلاویوس سریالیس دربارهٔ دستورات روز بعد برای سربازانش پرس‌وجو می‌کند—و در آن نامه، محترمانه درخواست می‌کند تا برای سربازخانه آبجو فرستاده شود، چرا که ذخیرهٔ قبلی آن‌ها تمام شده بود.
نوبی‌های باستان از آبجو به‌عنوان دارویی آنتی‌بیوتیکی استفاده می‌کردند.

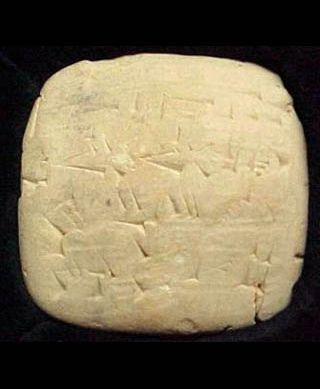
رسید آبجوی «الولو» که خرید آبجویی از نوع «بهترین» را از یک آبجوساز ثبت کرده است، مربوط به حدود c. ۲۰۵۰ پیش از میلاد، از شهر اوما در سومر واقع در بین‌النهرین.

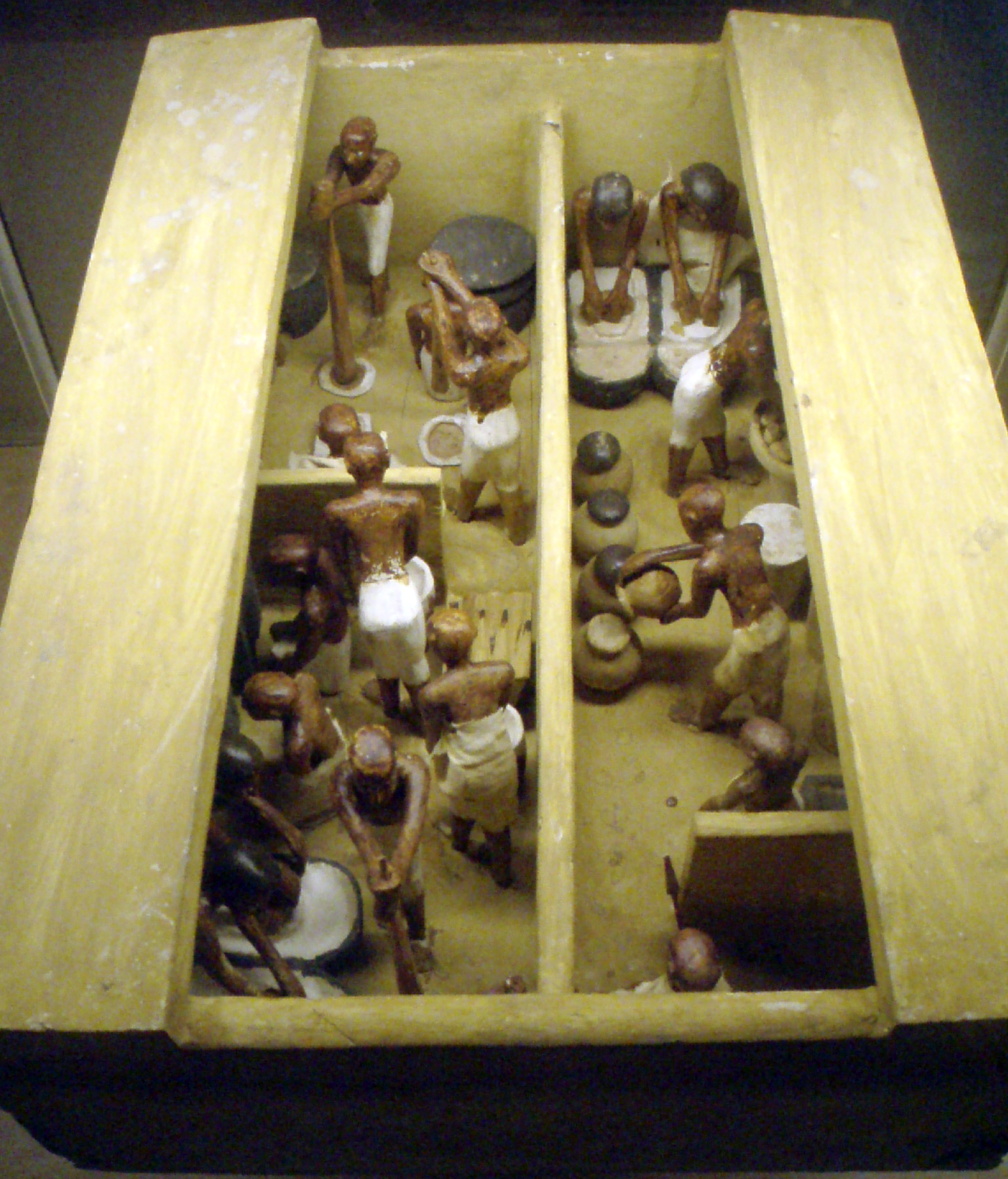
مدل تدفینی از یک نانوایی و آبجوسازی، از دودمان یازدهم مصر، حدود ۲۰۰۹–۱۹۹۸ پیش از میلاد

در بین‌النهرین باستان، لوح‌های رُسی نشان می‌دهند که بیشتر آبجوسازان احتمالاً زن بوده‌اند و آبجوسازی در آن دوران شغلی نسبتاً محترم شمرده می‌شده است؛ چرا که تنها حرفه‌ای در میان مشاغل میان‌رودانی بوده که از مشروعیت اجتماعی و حمایت الهی برخوردار بوده است—آن هم از سوی ایزدبانوان. به‌ویژه: نینکاسی که متولی تولید آبجو بود، سیریس که در معنای مجازی برای اشاره به آبجو به‌کار می‌رفت، و شیدوری که نماد لذت بردن از آبجو بود. به‌نظر می‌رسد که در شیوهٔ آبجوسازی میان‌رودانی از نان جو دو بار پخته‌ای به نام باپیر استفاده می‌شده است، که به‌طور اختصاصی برای تولید آبجو به‌کار می‌رفت. مردم از همان آغاز دریافته بودند که استفادهٔ مکرر از همان ظرف برای تخمیر مَش (مایهٔ آبجو) نتایج قابل اطمینان‌تری به‌دست می‌دهد؛ به همین دلیل، آبجوسازانی که در حال جابه‌جایی بودند، لگن‌های خود را همراه می‌بردند.
الواح ابلا که در سال ۱۹۷۴ در ابلا، سوریه کشف شدند، نشان می‌دهند که در این شهر در حدود ۲۵۰۰ پیش از میلاد، آبجو تولید می‌شده است.
ردهایی اولیه از آبجو و فرایند آبجوسازی در تمدن بابل نیز یافته شده است. در آن دوران، آبجوسازان نه‌تنها زنان، بلکه کاهنه‌ها نیز بوده‌اند. برخی انواع آبجو به‌طور ویژه برای آیین‌های مذهبی استفاده می‌شده است. در سال ۲۱۰۰ پیش از میلاد، حمورابی پادشاه بابل، قوانینی را دربارهٔ اداره‌کنندگان میکده‌ها در قانون‌نامهٔ سلطنتی خود گنجاند.
در هند باستان، وداها و رامایانا از نوشیدنی‌ای شبیه به آبجو با نام سورا یاد کرده‌اند که در دوران ودایی (حدود ۱۵۰۰ تا ۵۰۰ پیش از میلاد) مصرف می‌شده است. این نوشیدنی مورد علاقهٔ ایزد ایندرا بود. در ارته‌شاستره نیز از دو نوشیدنی مست‌کنندهٔ تهیه‌شده از برنج با نام‌های مدکا (Medaka) و پراسَنّا (Prasanna) یاد شده است.
آبجو بخشی از رژیم غذایی روزانهٔ فرعون‌های مصر بیش از ۵٬۰۰۰ سال پیش بوده است. در آن زمان، آبجو از نانِ جو پخته‌شده تهیه می‌شد و در آیین‌های مذهبی نیز کاربرد داشت. در دوران ساخت مجموعهٔ اهرام جیزه، هر کارگر روزانه جیره‌ای معادل چهار تا پنج لیتر آبجو دریافت می‌کرد، که هم به‌عنوان خوراک و هم نوشیدنی نشاط‌آور، نقشی حیاتی در پیشبرد ساخت اهرام داشت.
نویسندهٔ یونانی سوفوکل (۴۵۰ پیش از میلاد) دربارهٔ مفهوم اعتدال در مصرف آبجو در فرهنگ یونانی سخن گفته و باور داشت که بهترین رژیم غذایی برای یونانیان شامل نان، گوشت، انواع سبزیجات و آبجو بوده است—که آن را «ζῦθος» (زوتوس) می‌نامیدند.
یونانیان باستان همچنین شراب جو نیز می‌ساختند (به زبان یونانی: «κρίθινος οἶνος» – کریتینوس اینوس، به‌معنای «شراب جو») که مورخ یونانی پولیبیوس در اثر خود تاریخ‌ها به آن اشاره کرده است؛ او می‌نویسد که فایاکسی‌ها شراب جو را در کراترهایی از جنس نقره و طلا نگهداری می‌کردند.
در جریان ارتقای ۱٫۵ میلیارد پوندی بزرگراه A14 در کمبریج‌شر، شواهدی کشف شد که نشان می‌دهد بیش از ۲٬۰۰۰ سال پیش در بریتانیا آبجو تهیه می‌شده است. استیو شرلوک، مسئول باستان‌شناسی پروژهٔ A14 گفت: «این واقعیتی شناخته‌شده است که جوامع باستانی از فرایند آبجوسازی برای تصفیهٔ آب و ایجاد منبعی ایمن برای آب‌رسانی استفاده می‌کردند، اما این احتمالاً نخستین شاهد فیزیکی از اجرای آن فرایند در بریتانیاست.»
راجر پروتز، سردبیر پیشین «راهنمای آبجوی خوب» منتشرشده از سوی کارزار آبجوی اصیل، گفت: «وقتی رومی‌ها به بریتانیا یورش بردند، با قبایلی روبه‌رو شدند که نوعی آبجو به نام کُرمی (curmi) می‌ساختند.» در اروپا، در دوران قرون وسطی، صنف‌های آبجوسازان ممکن بود یک قدیس حامی برای حرفهٔ خود برگزینند. آرنولف مس (حدود ۵۸۲–۶۴۰) و آرنولف اودنبرگ (حدود ۱۰۴۰–۱۰۸۷) از سوی برخی آبجوسازان فرانسوی و فلاندری‌ها مورد احترام قرار می‌گرفتند.
آبجوسازان بلژیکی نیز آرنولف اودنبرگ (یا همان آرنولد سوآسون) را گرامی می‌داشتند، که همچنین به‌عنوان قدیس حامی گلچین‌کنندگان رازک نیز شناخته می‌شود.
راهبان مسیحی، صومعه‌هایی با کاربری آبجوسازی بنا کردند تا خوراک، نوشیدنی و سرپناهی برای مسافران و زائران فراهم آورند.
شارلمانی، پادشاه فرانک‌ها و فرمانروای امپراتوری مقدس روم در سدهٔ هشتم، آبجو را بخشی مهم از زندگی می‌دانست و گاه گفته می‌شود که خود برخی از آبجوسازان را آموزش داده است.

## اروپای قرون وسطی
آبجو یکی از رایج‌ترین نوشیدنی‌ها در دوران قرون وسطی بود. این نوشیدنی به‌طور روزانه توسط تمام طبقات اجتماعی در بخش‌های شمالی و شرقی اروپا مصرف می‌شد، جایی که کشت انگور دشوار یا غیرممکن بود، و آبجوسازی کاری معمول در خانه‌ها بود که عمدتاً توسط زنان انجام می‌گرفت. اگرچه شراب با کیفیت‌های متفاوت رایج‌ترین نوشیدنی در جنوب بود، آبجو هنوز هم در میان طبقات پایین محبوبیت داشت. تصور اینکه آبجو بیشتر از آب در دوران قرون وسطی مصرف می‌شده، توسط برخی مورخان افسانه تلقی می‌شود. آب ارزان‌تر از آبجو بود و شهرها و روستاها نزدیک منابع آب تازه مانند رودخانه‌ها، چشمه‌ها و چاه‌ها ساخته می‌شدند تا دسترسی آسان به آب فراهم شود. اگرچه احتمالاً یکی از محبوب‌ترین نوشیدنی‌ها در اروپا بود، آبجو اغلب به‌دلیل تصور بیماری‌زا بودن مورد تحقیر قرار می‌گرفت؛ شاید به این دلیل که پزشکان یونان باستان و پزشکان اسلامی، تجربه‌ای کم یا هیچ تجربه‌ای در مورد این نوشیدنی نداشتند.
در سال ۱۲۵۶، آلدوبَراندینو از سیه‌نا آبجو را چنین توصیف کرد:

«اما هرچه که از آن ساخته شده باشد، چه جوی دوسر، جو یا گندم، به سر و معده آسیب می‌رساند، باعث بوی بد دهان می‌شود و دندان‌ها را خراب می‌کند، معده را پر از بخارات بد می‌کند، و در نتیجه هرکسی که آن را همراه با شراب بنوشد سریع مست می‌شود؛ اما خاصیتی دارد که ادرار را تسهیل می‌کند و گوشت بدن را سفید و نرم می‌سازد.»

استفاده از رازک در آبجو برای نخستین بار در سال ۸۲۲ توسط راهب دودمان کارولنژی، آدالارد کوربی، نوشته شده است. طعم‌دهی آبجو با رازک حداقل از قرن نهم میلادی شناخته شده بود، اما به‌تدریج پذیرفته شد، زیرا تعیین نسبت‌های صحیح مواد اولیه دشوار بود. پیش از آن، از مخلوطی از گیاهان مختلف به نام گرویت استفاده می‌شد که خواص نگهدارندهٔ رازک را نداشت. آبجویی که بدون رازک طعم‌دار می‌شد، معمولاً به‌سرعت فاسد می‌گردید و امکان صادرات آن وجود نداشت. تنها گزینهٔ دیگر افزایش میزان الکل بود که هزینه‌بر بود. 
آبجوی رازک‌دار تا قرن سیزدهم در شهرهای قرون وسطایی بوهم به کمال رسید. شهرهای آلمانی پیشگام یک مقیاس عملیاتی نوین با اندازه‌های استاندارد بشکه‌ها شدند که امکان صادرات در مقیاس وسیع را فراهم می‌کرد. پیش‌تر آبجو در خانه تهیه می‌شد، اما اکنون تولید به‌طور موفقیت‌آمیز توسط کارگاه‌های متوسط با حدود هشت تا ده نفر جایگزین شده بود. این نوع تولید در قرن چهاردهم به هلند و سپس به فلاندر و برابانت گسترش یافت و در اواخر قرن پانزدهم به انگلستان رسید. در انگلستان، تولید آبجو و اِیل به‌صورت جداگانه انجام می‌شد و هیچ آبجوسازی اجازه نداشت هر دو را تولید کند. شرکت آبجوسازان لندن اعلام کرده بود: «هیچ رازک، گیاه یا چیز مشابه دیگری نباید به هیچ نوع اِیل یا مایعی که از آن اِیل ساخته می‌شود افزوده شود—تنها مایع (آب)، مالت و مخمر مجاز است». این گفته گاهی به اشتباه به‌عنوان ممنوعیت استفاده از رازک در آبجو تفسیر شده است.
با این حال، برخی افراد با آبجوی رازک‌دار مخالفت می‌کردند:

اِیل از مالت و آب ساخته می‌شود؛ و کسانی که هر چیز دیگری جز موارد ذکرشده به اِیل اضافه کنند، مگر مخمر، کف یا «خیر الهی» [سه واژه برای مخمر]، اِیل خود را خراب می‌کنند. اِیل برای یک انگلیسی نوشیدنی طبیعی است. اِیل باید این ویژگی‌ها را داشته باشد: تازه و صاف باشد، نباید لزج، دودآلود، یا ته‌نشین داشته باشد. اِیل نباید کمتر از پنج روز نوشیده شود… مالت جو بهتر از مالت جو دوسر یا هر غلهٔ دیگری اِیل به وجود می‌آورد…
آبجو از مالت، رازک و آب ساخته می‌شود؛ این نوشیدنی طبیعی برای مرد هلندی (داتشه) است، و اخیراً در انگلستان به شدت استفاده می‌شود که برای بسیاری از انگلیسی‌ها مضر است… زیرا این نوشیدنی سرد است. اما باعث چاقی می‌شود و شکم را باد می‌کند، چنان‌که در چهره‌ها و شکم‌های مردان هلندی قابل مشاهده است.

## اروپای عصر جدید

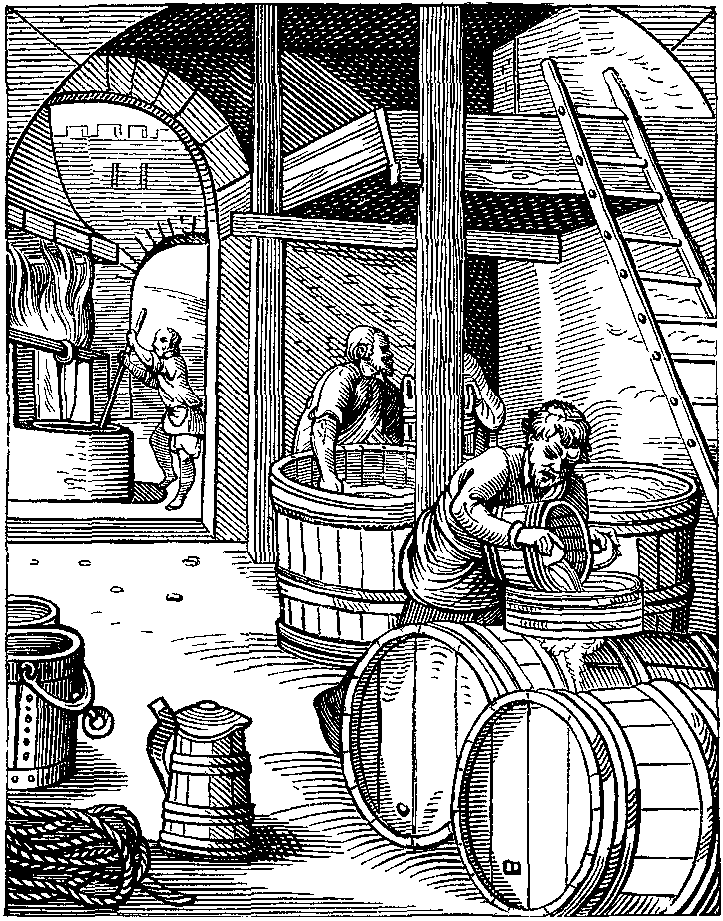
آبجوسازی در قرن شانزدهم

در اروپا، تولید آبجو عمدتاً تا دوران قرون وسطی فعالیتی خانگی بود. اما در قرن‌های چهاردهم و پانزدهم، فرایند آبجوسازی به تدریج از فعالیتی خانوادگی به حرفه‌ای صنعتی‌تر تبدیل شد، به‌طوری که میکده‌ها و صومعه‌ها برای مصرف انبوه، خودشان آبجو تولید می‌کردند. در اواخر قرون وسطی، صنعت آبجوسازی در شمال اروپا از یک صنعت کوچک خانگی به صنعتی بزرگ‌مقیاس برای صادرات تبدیل شد. نوآوری کلیدی در این تحول، معرفی رازک بود که در قرن سیزدهم در شمال آلمان آغاز شد. رازک فرایند آبجوسازی و کیفیت آبجو را به‌طور چشمگیری بهبود بخشید. دیگر نوآوری‌ها در سرزمین‌های آلمان شامل استفاده از دیگ‌های بزرگ‌تر و افزایش دفعات آبجوسازی بود. مصرف آبجو افزایش یافت، در حالی که تولید آبجو متمرکزتر شد زیرا این صنعت سرمایه‌بر بود؛ بنابراین، در شهر هامبورگ مصرف سرانه از میانگین ۳۰۰ لیتر در سال در قرن پانزدهم به حدود ۷۰۰ لیتر در قرن هفدهم رسید.
استفاده از رازک به هلند و سپس به انگلستان گسترش یافت. در انگلستان قرن پانزدهم، آبجویی که رازک نداشت با نام اِیل شناخته می‌شد، در حالی که افزودن رازک آن را به آبجو تبدیل می‌کرد. آبجوی رازک‌دار از هلند به انگلستان، در شهر وینچستر، از اوایل سال ۱۴۰۰ میلادی وارد می‌شد و تا سال ۱۴۲۸، رازک‌ها در جزیره کاشته می‌شدند. محبوبیت رازک در ابتدا مختلط بود—شرکت آبجوسازان لندن تا آنجا پیش رفت که اعلام کرد: «هیچ رازک، گیاه یا چیز مشابهی نباید به هیچ اِیل یا مایعی که از آن اِیل ساخته می‌شود افزوده شود—تنها مایع (آب)، مالت و مخمر مجاز است.» با این حال، تا قرن شانزدهم، « اِیل» به هر نوع آبجوی قوی اطلاق می‌شد و تمامی اِیل‌ها و آبجوها حاوی رازک بودند، که این موضوع منجر به سروده‌ای شد که توسط مورخ قدیمی جان اوبری نقل شده است:

یونانی، بدعت، بوقلمون و آبجو

همگی در یک سال به انگلستان آمدند.

سال مورد اشاره در این بیت، طبق گفتهٔ اوبری، سال پانزدهم سلطنت هنری هشتم (۱۵۲۴ میلادی) است. در سال ۱۵۱۶، ویلیام چهارم، دوک باواریا، قانون راینهایتسگبوت (قانون خلوص) را تصویب کرد، که شاید قدیمی‌ترین مقررات غذایی باشد که تا قرن بیستم به‌طور مستمر مورد استفاده قرار گرفته است (راینهایتسگبوت رسماً در سال ۱۹۸۷ از قوانین آلمان حذف شد). این قانون مواد تشکیل‌دهندهٔ آبجو را به آب، جو و رازک محدود کرد؛ مخمر پس از کشف لویی پاستور در سال ۱۸۵۷ به این فهرست افزوده شد.
این قانون باواریایی در سراسر آلمان به‌عنوان بخشی از اتحاد آلمان در سال ۱۸۷۱ تحت رهبری اتو فون بیسمارک و تشکیل امپراتوری آلمان اجرا شد و از آن زمان به‌روزرسانی‌هایی برای تطبیق با روندهای مدرن آبجوسازی داشته است. تا به امروز، راینهایتسگبوت به‌عنوان نشانه‌ای از خلوص در آبجوها شناخته می‌شود، هرچند که این موضوع محل بحث و جدل است.
اکثر آبجوها تا دوران نسبتاً اخیر به‌صورت تخمیر سطحی تولید می‌شدند. آبجوهای تخمیر کف (تخمیر در پایین) به‌طور تصادفی در قرن شانزدهم کشف شدند، زمانی که آبجو برای مدت طولانی در غارهای سرد ذخیره شده بود؛ از آن زمان، این نوع آبجوها از نظر حجم تولید، به‌طور قابل توجهی از آبجوهای تخمیر سطحی پیشی گرفته‌اند.

## آسیا

### چین
شواهد مستند و قبرهای تازه کشف‌شده نشان می‌دهند که چینی‌ها از دوران پیشاتاریخ، نوشیدنی‌های الکلی را هم از غلات مالت‌شده و هم از غلاتی که توسط کپک تبدیل شده بودند، تهیه می‌کردند. اما فرایند تبدیل مالت نسبت به استفاده از کپک‌هایی که به‌طور ویژه روی حامل برنج کشت می‌شدند (برنج کپک‌زده حاصل به چینی 酒麴 (Jiǔ qū) و به ژاپنی کوجی (Koji) گفته می‌شود) برای تبدیل برنج پخته‌شده به قندهای قابل تخمیر، تا حد زیادی ناکارآمدتر شمرده می‌شد، هم از نظر مقدار قند قابل تخمیر حاصل و هم محصولات جانبی باقی‌مانده. (چینی‌ها تفاله‌های باقی‌مانده پس از تخمیر برنج، که 酒糟 (Jiǔzāo) نامیده می‌شود را به‌عنوان مادهٔ خوراکی در بسیاری از غذاها به‌کار می‌برند، اغلب به‌عنوان ماده‌ای در سس‌ها که در غذاهای غربی معمولاً از شراب استفاده می‌شود). این امر به دلیل آن است که نشاستهٔ برنج پس از پوسته‌زدایی و پخت تبدیل می‌شود، نه به‌صورت دانهٔ کامل و با پوسته مانند مالت جو. علاوه بر این، گیاه رازک در شرق آسیا شناخته‌شده نبود، و نوشیدنی‌های الکلی مبتنی بر مالت به‌خوبی در طول زمان حفظ نمی‌شدند، و استفاده از مالت در تولید نوشیدنی‌های الکلی در چین به تدریج کاهش یافت تا جایی که در پایان دودمان تانگ کاملاً از تاریخ چین حذف شد.
استفاده از برنج غالب شد، به‌طوری که شراب‌های میوه‌ای از هر نوع به جز به‌عنوان واردات، در تاریخ چین تقریباً ناشناخته بودند. تولید نوشیدنی الکلی از برنج پخته‌شده که توسط میکروب‌ها تبدیل شده، تا به امروز ادامه دارد و برخی انواع مختلف چینی 米酒 (Mǐjiǔ) و ژاپنی ساکی را به‌عنوان آبجو طبقه‌بندی می‌کنند، چرا که این نوشیدنی‌ها از نشاستهٔ تبدیل‌شده ساخته می‌شوند نه قندهای میوه‌ای. با این حال، این موضوع محل بحث است و این نوشیدنی‌ها معمولاً به‌عنوان «شراب برنج» یا «ساکه» شناخته می‌شوند که در واقع واژه‌ای عمومی در زبان‌های چینی و ژاپنی برای تمام نوشیدنی‌های الکلی است.
قدیمی‌ترین شواهد از آبجوسازی در چین مربوط به حدود ۵٬۰۰۰ سال پیش و در محل باستانی میجایا است.

### سایر مناطق
برخی از فرهنگ‌های جزایر اقیانوس آرام، نشاسته‌ای را که توسط بزاق انسان به قندهای قابل تخمیر تبدیل شده، تخمیر می‌کنند؛ روشی مشابه با چیچا در آمریکای جنوبی. این روش توسط بسیاری از قبایل دیگر در سراسر جهان نیز استفاده می‌شود، که یا دانه‌ها را می‌جویند و سپس در ظرف تخمیر تف می‌کنند، یا در ظرفی که دانهٔ پخته شده دارد تف می‌کنند و سپس آن ظرف را برای تخمیر مهر و موم می‌کنند. آنزیم‌های موجود در بزاق، نشاسته را به قندهای قابل تخمیر تبدیل می‌کنند که توسط مخمرهای طبیعی تخمیر می‌شوند.
اینکه محصول نهایی را بتوان آبجو نامید یا خیر، گاهی مورد اختلاف است، زیرا:
1. همانند نوشیدنی‌های آسیایی مبتنی بر برنج، در این روش از مالت استفاده نمی‌شود.
2. این روش معمولاً برای نشاسته‌هایی به‌جز غلات، مانند یام، تارو یا سایر ریشه‌های خوراکی به‌کار می‌رود.

برخی از قبایل تایوانی فرایند تخمیر را یک گام جلوتر برده و نوشیدنی الکلی حاصل را تقطیر کرده‌اند که نتیجهٔ آن مشروب شفافی است. با این حال، از آنجا که هیچ‌یک از قبایل تایوانی به داشتن سیستم نوشتاری شناخته‌شده نیستند، هیچ سندی برای تعیین قدمت این روش یا اینکه این تکنیک از طریق مهاجران هان چینی به تایوان آورده شده باشد وجود ندارد. با توجه به اینکه این تکنیک معمولاً در قبایلی که از ارزن (غله‌ای بومی شمال چین) به‌عنوان ماده اولیه استفاده می‌کنند دیده می‌شود، احتمال دوم بسیار محتمل‌تر است.

## انقلاب صنعتی

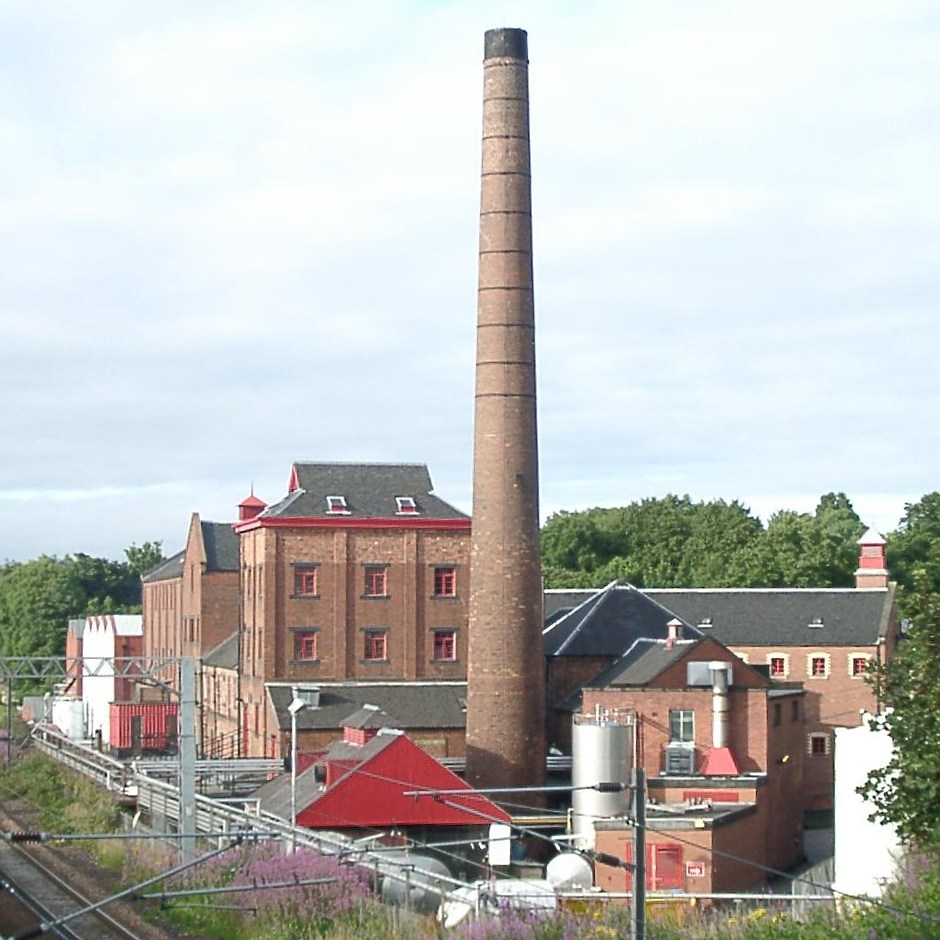
کارخانهٔ آبجوسازی کالدونیان، تأسیس‌شده در ۱۸۶۹، ادینبرو، اسکاتلند

پس از بهبودهای چشمگیر در کارایی موتور بخار در سال ۱۷۶۵، صنعتی شدن تولید آبجو به واقعیت پیوست. نوآوری‌های بیشتری در فرایند آبجوسازی با معرفی دماسنج در سال ۱۷۶۰ و آب‌سنج در سال ۱۷۷۰ به‌دست آمد که به آبجوسازان اجازه داد کارایی و میزان تخمیر را افزایش دهند.
تا اواخر قرن هجدهم، مالت عمدتاً بر روی آتش‌های ساخته‌شده از چوب، زغال یا کاه خشک می‌شد و پس از سال ۱۶۰۰، از کک استفاده می‌شد. به‌طور کلی، هیچ‌یک از این مالت‌های اولیه به خوبی از دود حاصل از فرایند خشک‌کردن محافظت نمی‌شدند و در نتیجه، آبجوهای اولیه طعمی دودی داشتند؛ شواهد نشان می‌دهد که مالت‌سازان و آبجوسازان همواره تلاش می‌کردند تا میزان دود در آبجوی نهایی را کاهش دهند. نویسندگان آن دوره طعم متمایز حاصل از مالت‌های خشک‌شده با دود چوب را توصیف کرده و نفرت تقریباً عمومی از آن را ذکر کرده‌اند. آبجوها و اِیل‌های دودی منطقهٔ غربی کشور به خاطر غیرقابل نوشیدن بودن مشهور بودند — به جز برای محلی‌ها و افراد ناامید. این نقل قول از «راهنمای آبجوسازی مالت لیکور» (۱۷۰۰) است:

در بیشتر مناطق غرب، مالت آن‌ها آنقدر بوی دود چوبی می‌دهد که هیچ غریبه‌ای نمی‌تواند آن را تحمل کند، اگرچه ساکنان محلی که به آن عادت کرده‌اند، می‌توانند آن را مانند هلندی‌ها که آبجوی سیاه غلیظ تهیه‌شده با گندم سیاه را می‌نوشند، سر بکشند.

ارجاعی حتی قدیمی‌تر به چنین مالت‌هایی توسط ویلیام هریسون در کتابش «توصیف انگلستان» در سال ۱۵۷۷ ثبت شده است:

در برخی مکان‌ها، مالت به آرامی تنها با چوب یا تنها با کاه خشک می‌شود، و در برخی دیگر با ترکیبی از چوب و کاه، اما از همه بهتر، مالت خشک‌شده با کاه است؛ زیرا مالت خشک‌شده با چوب وقتی آبجوسازی می‌شود، علاوه بر اینکه رنگ نوشیدنی تیره‌تر است، برای کسانی که به آن عادت ندارند به دلیل دود، باعث آسیب و ناراحتی سر می‌شود. کسانی که از هر دو به صورت مخلوط استفاده می‌کنند، چوب خود را در تنور پوست می‌کَنند، می‌شکنند و خشک می‌کنند تا تمام رطوبتی که باعث تولید دود می‌شود را از بین ببرند …

«لندن اند کانتری بروئر» (۱۷۳۶) انواع «مالت قهوه‌ای» محبوب در شهر را مشخص کرد:

مالت‌های قهوه‌ای با کاه، چوب و سرخس و غیره خشک می‌شوند. مالت خشک‌شده با کاه بهترین است، اما نوع چوبی طعمی بسیار غیرطبیعی دارد که به جز نیازمندان و کسانی که به طعم قوی دودی آن عادت دارند، کمتر کسی می‌تواند تحمل کند؛ با این حال، در برخی از مناطق غربی انگلستان بسیار استفاده می‌شود و هزاران کوارتر از این نوع مالت قبلاً در لندن برای تهیه آبجوهای بشکه‌ای به کار رفته است، زیرا قیمت آن دو شیلینگ در هر کوارتر از مالت خشک‌شده با کاه ارزان‌تر بود. این کیفیت مالت خشک‌شده با چوب توسط برخی از آبجوسازان چندان جدی گرفته نمی‌شد، زیرا طعم ناخوشایند آن در طول ۹ تا ۱۲ ماه با کهنگی آبجو و مقدار زیاد رازکی که برای نگهداری آن به کار می‌رفت، از بین می‌رفت.

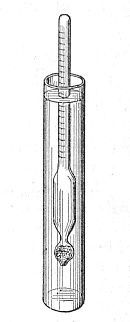
یک آب‌سنج چگالی نسبی آبجو را اندازه می‌گیرد

آب‌سنج نحوهٔ آبجوسازی را متحول کرد. پیش از معرفی آن، آبجوها از یک نوع مالت تهیه می‌شدند: آبجوهای قهوه‌ای از مالت قهوه‌ای، آبجوهای کهربایی از مالت کهربایی، و آبجوهای روشن از مالت روشن. با استفاده از آب‌سنج، آبجوسازان قادر بودند بازده مواد قابل تخمیر از مالت‌های مختلف را محاسبه کنند. آن‌ها مشاهده کردند که مالت روشن، اگرچه گران‌تر است، مواد قابل تخمیر بسیار بیشتری نسبت به مالت‌های ارزان‌تر تولید می‌کند. برای نمونه، مالت قهوه‌ای (که برای تهیهٔ پورتر استفاده می‌شد) به ازای هر کوارتر ۵۴ پوند عصاره تولید می‌کرد، در حالی که مالت روشن ۸۰ پوند عصاره می‌داد. پس از آگاهی از این موضوع، آبجوسازان بیشتر از مالت روشن برای تمام انواع آبجو استفاده کردند و مقدار کمی مالت با رنگ تند را برای رسیدن به رنگ مناسب آبجوهای تیره‌تر به آن اضافه می‌کردند.
اختراع برشته‌کُن در سال ۱۸۱۷ توسط دنیل ویلر امکان تولید مالت‌های بسیار تیره و بوداده را فراهم کرد که به طعم آبجوهای پورتر و استاوت کمک شایانی نمود. توسعهٔ این دستگاه به دلیل قانون بریتانیایی سال ۱۸۱۶ بود که استفاده از هر ماده‌ای جز مالت و رازک را ممنوع کرده بود. آبجوسازان پورتر که عمدتاً از مالت روشن استفاده می‌کردند، به‌شدت به یک مادهٔ رنگ‌دهنده قانونی نیاز داشتند و مالت ثبت اختراع شده ویلر راه‌حل این مشکل بود.

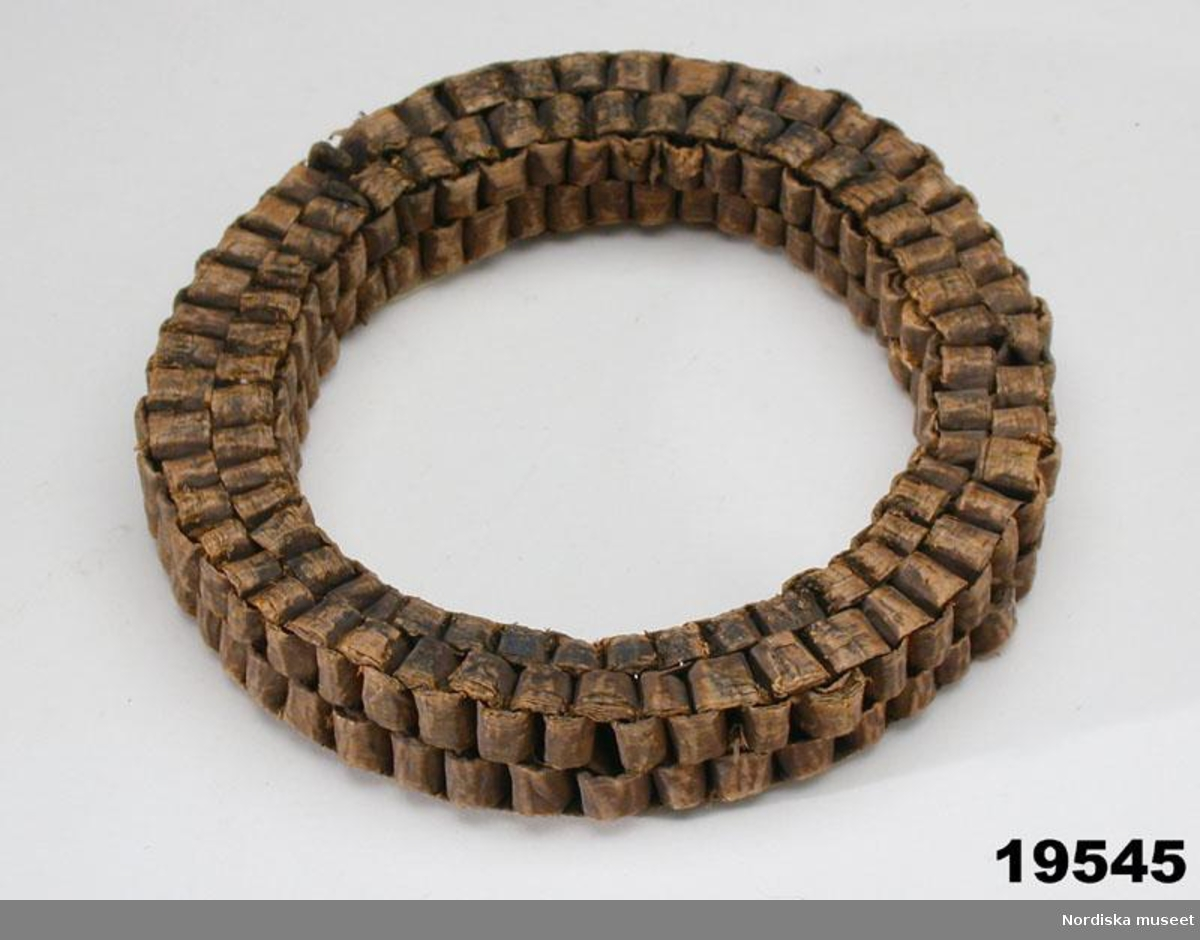
حلقهٔ مخمر که در قرن نوزدهم توسط آبجوسازان خانگی سوئدی برای نگهداری مخمر بین جلسات آبجوسازی استفاده می‌شد.

کشف نقش مخمر در فرایند تخمیر توسط لویی پاستور در سال ۱۸۵۷ باعث شد آبجوسازان روش‌هایی برای جلوگیری از ترش شدن آبجو توسط میکروب‌های نامطلوب توسعه دهند. در سال ۱۹۱۲، بطری‌های قهوه‌ای توسط شرکت آبجوسازی «جوزف شلیتز» در میلواکی، ویسکانسین، ایالات متحدهٔ آمریکا به کار گرفته شدند. این نوآوری از آن زمان به‌طور جهانی پذیرفته شده و از آسیب پرتوهای مضر به کیفیت و پایداری آبجو جلوگیری می‌کند.

## آبجوی مدرن

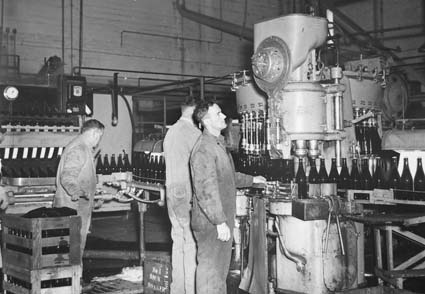
بطری کردن آبجو در یک کارخانهٔ مدرن، ۱۹۴۵، استرالیا

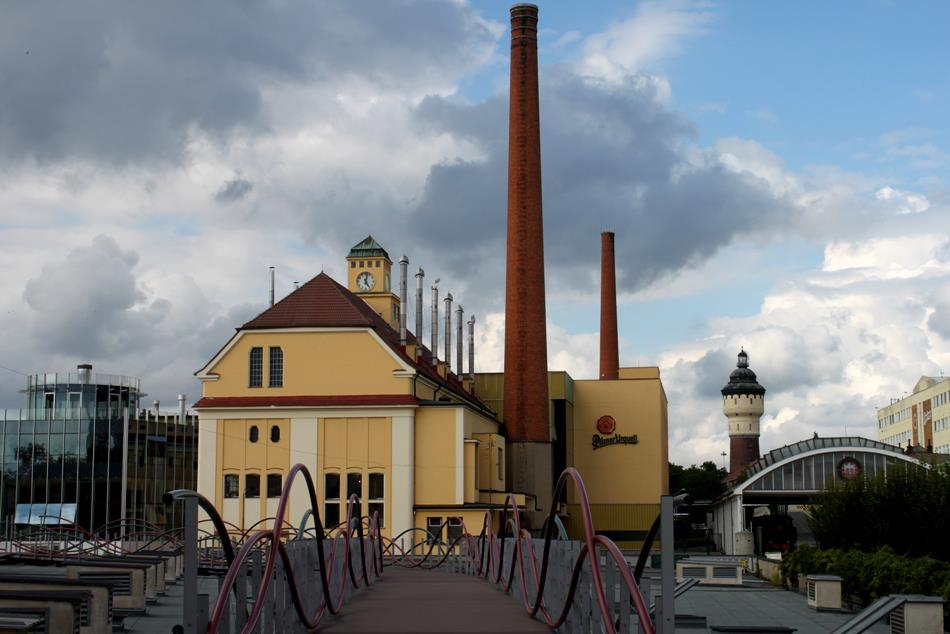
ساختمان تخمیر سنتی (وسط) و ساختمان تخمیر مدرن (سمت چپ) در کارخانهٔ پیلزنر اورکل (جمهوری چک)

بسیاری از کشورهای اروپایی دارای سنت‌های پیوستهٔ آبجوسازی هستند که به قدیمی‌ترین مدارک تاریخی بازمی‌گردد. آبجو نوشیدنی بسیار مهمی در کشورهایی مانند بلژیک، آلمان، اتریش، ایرلند، بریتانیا (انگلستان، ولز، اسکاتلند و ایرلند شمالی)، فرانسه، کشورهای اسکاندیناوی، لهستان، جمهوری چک، اسپانیا و دیگران است که هر یک، سنت‌ها، روش‌های خاص آبجوسازی و سبک‌های منحصر به فرد خود را دارند.
برخلاف بسیاری از نقاط جهان، بازار قابل توجهی در اروپا (به‌ویژه بریتانیا) برای آبجوهای حاوی مخمر زنده وجود دارد. این آبجوهای فیلترنشده و پاستوریزه‌نشده نسبت به آبجوهای معمولی «مرده» که فروخته می‌شوند، نگهداری دشوارتری دارند؛ کیفیت آبجوی «زنده» ممکن است در صورت مراقبت ضعیف کاهش یابد، اما بسیاری طعم آن را ترجیح می‌دهند. در حالی که آبجو معمولاً برای مدت زمان نسبتاً کوتاهی (چند هفته تا چند ماه) نسبت به شراب رسیدگی می‌شود، برخی از آبجوهای قوی‌تر به نام اِیل واقعی ممکن است در طول چند دهه شخصیت و طعم بیشتری پیدا کنند.

مصرف سرانهٔ آبجو در جهان

در برخی نقاط جهان، کارخانه‌های آبجوسازی که به‌عنوان کسب‌وکار خانوادگی توسط آلمانی‌ها یا مهاجران اروپایی دیگر آغاز شده بودند، به شرکت‌های بزرگی تبدیل شدند که اغلب در دست کسانی قرار گرفتند که بیشتر به سودآوری توجه داشتند تا به سنت‌های کیفیت، که این امر منجر به کاهش کیفیت محصول شد. در سال ۱۹۵۳، مورتون کاوتس از نیوزیلند تکنیک تخمیر پیوسته را توسعه داد. کاوتس این فرایند را ثبت اختراع کرد؛ فرایندی که در آن آبجو از طریق مخازن مهر و موم شده عبور می‌کند، تحت فشار تخمیر می‌شود و حتی هنگام بطری شدن هیچ‌گاه با هوا در تماس قرار نمی‌گیرد. این فرایند در ایالات متحده و بریتانیا معرفی شد، اما امروزه تنها در نیوزیلند برای تولید تجاری آبجو استفاده می‌شود.
در برخی بخش‌ها، آبجوسازان تمایل چندانی به پذیرش فناوری جدید ندارند زیرا نگران از دست دادن ویژگی‌های سنتی آبجوی خود هستند. برای مثال، کارخانهٔ آبجوسازی مارستون در برتون آن ترنت هنوز از دستگاه‌های چوبی باز برای تخمیر استفاده می‌کند تا کیفیت و طعم آبجوهای خود را حفظ کند، در حالی که آبجوسازان لامبیک در بلژیک حتی آبجوهای خود را در معرض هوای آزاد قرار می‌دهند تا مخمرهای وحشی طبیعی که باعث تخمیر مالت می‌شوند جذب شوند. تکنیک‌های سنتی آبجوسازی با حفظ لایه‌ای از دی‌اکسیدکربن روی مالت در حال تخمیر، از اکسید شدن آبجو جلوگیری می‌کنند. امروزه کارخانه‌های آبجوسازی انواع مختلفی از آبجو را تولید می‌کنند، از جمله سبک‌های باستانی مانند لامبیک‌های تخمیر خودبه‌خودی بلژیک؛ لاگر، آبجوهای تیره، آبجوی گندم و سایر انواع آلمانی؛ استاوت‌ها، مایلدها، پیل ایل‌ها، بیترها، اِیل طلایی بریتانیا و همچنین خلاقیت‌های مدرن آمریکایی مانند آبجوی فلفلی، کریم اِیل و ایندیا پیل ایل دوگانه.
امروزه آبجو کسب‌وکاری عظیم و جهانی است که شامل چندین کورپوریشن چندملیتی و هزاران تولیدکنندهٔ کوچک‌تر از جمله میخانه‌های آبجوسازی تا آبجوسازی‌های منطقه‌ای می‌شود. پیشرفت در فناوری‌های یخچال‌سازی، حمل‌ونقل بین‌المللی و قاره‌ای، بازاریابی و تجارت منجر به ایجاد بازاری بین‌المللی شده است که در آن مصرف‌کننده صدها گزینهٔ مختلف از سبک‌های محلی، منطقه‌ای، ملی و خارجی را در اختیار دارد.
ایالات متحدهٔ آمریکا
پیش از ممنوعیت الکل، هزاران کارخانهٔ آبجوسازی در ایالات متحده وجود داشت که عمدتاً آبجوهای سنگین‌تری نسبت به آنچه امروزه مصرف می‌شود، تولید می‌کردند. از سال ۱۹۲۰، بیشتر این کارخانه‌ها ورشکست شدند، اگرچه برخی به تولید نوشیدنی‌های غیرالکلی و کسب‌وکارهای دیگر روی آوردند. آبجوهای قاچاق اغلب با افزودن آب برای افزایش سود رقیق می‌شدند، روندی که تا امروز ادامه دارد و بازارهای آمریکایی به تبلیغ گستردهٔ آبجوهای سبک‌تر و محبوب نگه داشتن آن‌ها می‌پردازند. تمرکز کارخانه‌ها و اعمال استانداردهای کنترل کیفیت صنعتی منجر به تولید و بازاریابی انبوه آبجوهای لاگر سبک شده است. تبلیغات به جایگاه بالایی رسید و شرکت‌های بزرگ‌تر در این بازار بهتر عمل کردند.
دهه‌های پس از جنگ جهانی دوم شاهد تمرکز شدید صنعت آبجوسازی آمریکا بود: شرکت‌های آبجوسازی رقبای خود را صرفاً برای جذب مشتریان و سیستم‌های توزیع می‌خریدند و سپس عملیات تولیدی آن‌ها را تعطیل می‌کردند.
با وجود افزایش بی‌سابقهٔ تولید بین سال‌های ۱۸۷۰ تا ۱۸۹۵، تعداد شرکت‌ها ۴۶٪ کاهش یافت. میانگین تولید هر کارخانه به‌طور قابل توجهی افزایش یافت که بخشی از آن به دلیل رشد سریع تولید بزرگ‌ترین کارخانه‌ها بود. تا سال ۱۸۷۷، تنها چهار کارخانه بیش از ۱۰۰٬۰۰۰ بشکه در سال تولید می‌کردند. تا سال ۱۸۹۵، شانزده شرکت بزرگ ظرفیت تولید خود را به‌طور چشمگیری افزایش داده بودند و همه بیش از ۲۵۰٬۰۰۰ بشکه در سال تولید می‌کردند؛
و از اواسط دههٔ ۱۹۸۰ واردات آبجو بیشتر شده است. تعداد کارخانه‌های آبجوسازی بنا به منبع، در سال ۲۰۰۷ بیش از ۱٬۵۰۰ یا در سال ۲۰۱۰ بیش از ۱٬۴۰۰ عنوان شده است. تا ژوئن ۲۰۱۳، انجمن آبجوسازان گزارش داده است که تعداد کل کارخانه‌های فعال در آمریکا ۲٬۵۳۸ مورد است که تنها ۵۵ مورد از آن‌ها کارخانه‌های غیرصنعتی هستند.

## اسطوره‌شناسی

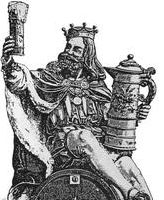
گامبرینوس – پادشاه آبجو

حماسهٔ فنلاندی کالوالا، که در قرن نوزدهم به صورت مکتوب جمع‌آوری شده اما بر اساس سنت‌های شفاهی چندین قرن پیش است، بیشتر از منشأ انسان به منشأ آبجو و آبجوسازی اختصاص یافته است.
پادشاه افسانه‌ای فلاندری گامبرینوس (مشتق‌شده از «یان پریمس» (جان اول)) گاهی به اختراع آبجو نسبت داده می‌شود.
طبق افسانه‌های چک، ایزد رادگاست، خدای مهمان‌نوازی، آبجو را اختراع کرده است.
نینکاسی، ایزدبانوی حامی آبجوسازی در سومر باستان بود.
در اسطوره‌شناسی مصری، عطش شدید خون‌آشامی الههٔ شیرزن خشمگین، سخمت، تنها پس از فریب خوردنش به نوشیدن مقدار بسیار زیادی آبجوی قرمزرنگ (که آن را خون می‌پنداشت) فروکش کرد؛ او چنان مست شد که از کشتار دست کشید و رام شد.
در اسطوره‌شناسی نورس، خدای دریا اگیر، همسرش ران و نه دخترشان، اِیل (یا مید) برای خدایان می‌پختند. در «لوکاسنا» روایت شده که اگیر میهمانی برگزار می‌کرد که همه خدایان در آن آبجویی را که او برایشان تهیه کرده بود می‌نوشیدند. او این آبجو را در دیگ غول‌پیکری می‌ساخت که ثور آورده بود. جام‌های تالار اگیر همیشه پر بودند و جادویی بودند که پس از خالی شدن دوباره پر می‌شدند. اگیر دو خدمتکار در تالارش داشت به نام‌های الدیر [آتش‌افروز] و فیمافنگ [دست‌یار].
در حماسهٔ نرتها، شاتانا (در زبان اوبیک [satanaja]، در زبان آدیغی [setenej] و در زبان آسی [ʃatana])، مادر نرت‌ها، شخصیتی بارور و مادرخوانده است که اختراع آبجو را به او نسبت می‌دهند.